# Kamil Horký
Kamil Horký (* 4. února 1979 Jaroměř) je český politik a IT technik, od června do října 2009 předseda Pirátů, následně první místopředseda, od roku 2012 člen Svobodných.

## Život
V letech 1994 až 1998 vystudoval výpočetní techniku na Střední škole aplikované kybernetiky Hradec Králové a v letech 2005 až 2009 pak bakalářský obor aplikovaná informatika na Fakultě informatiky a managementu Univerzity Hradec Králové (získal tak titul Bc.).
Mezi lety 1998 a 2010 pracoval jako počítačový technik, správce sítě a IT manažer v různých soukromých společnostech (Lithec Jaroměř, APON - Novak, Karsit, QPOR). Od roku 2010 podniká v oblasti informačních technologií a bezpečnosti.

## Politické působení
V roce 2009 se stal zakládajícím členem České pirátské strany a na ustavujícím fóru v červnu 2009 byl zvolen jejím prvním předsedou, když získal 23 hlasů z 28 možných (porazil Anežku Bubeníčkovou). Funkci zastával do října 2009, kdy byl zvolen 1. místopředsedou Pirátů. Na pozici místopředsedy rezignoval v dubnu 2010.
Ve volbách do Poslanecké sněmovny PČR v roce 2010 kandidoval za Piráty jako lídr v Královéhradeckém kraji, ale neuspěl (Piráti se totiž do Sněmovny nedostali).
V červnu 2010 z České pirátské strany vystoupil a v březnu 2012 se stal členem Svobodných. Za tuto stranu kandidoval v krajských volbách v roce 2012 do Zastupitelstva Královéhradeckého kraji, ale opět neuspěl.
Ve volbách do Poslanecké sněmovny PČR v roce 2013 kandidoval za Svobodné na 15. místě kandidátky v Královéhradeckém kraji, ale ani tentokrát neslavil úspěch (Svobodní se totiž do Sněmovny nedostali).